# Jenő Major
Jenő Major, madžarski general, * 1891, † 1972.